# Holstein-Rind

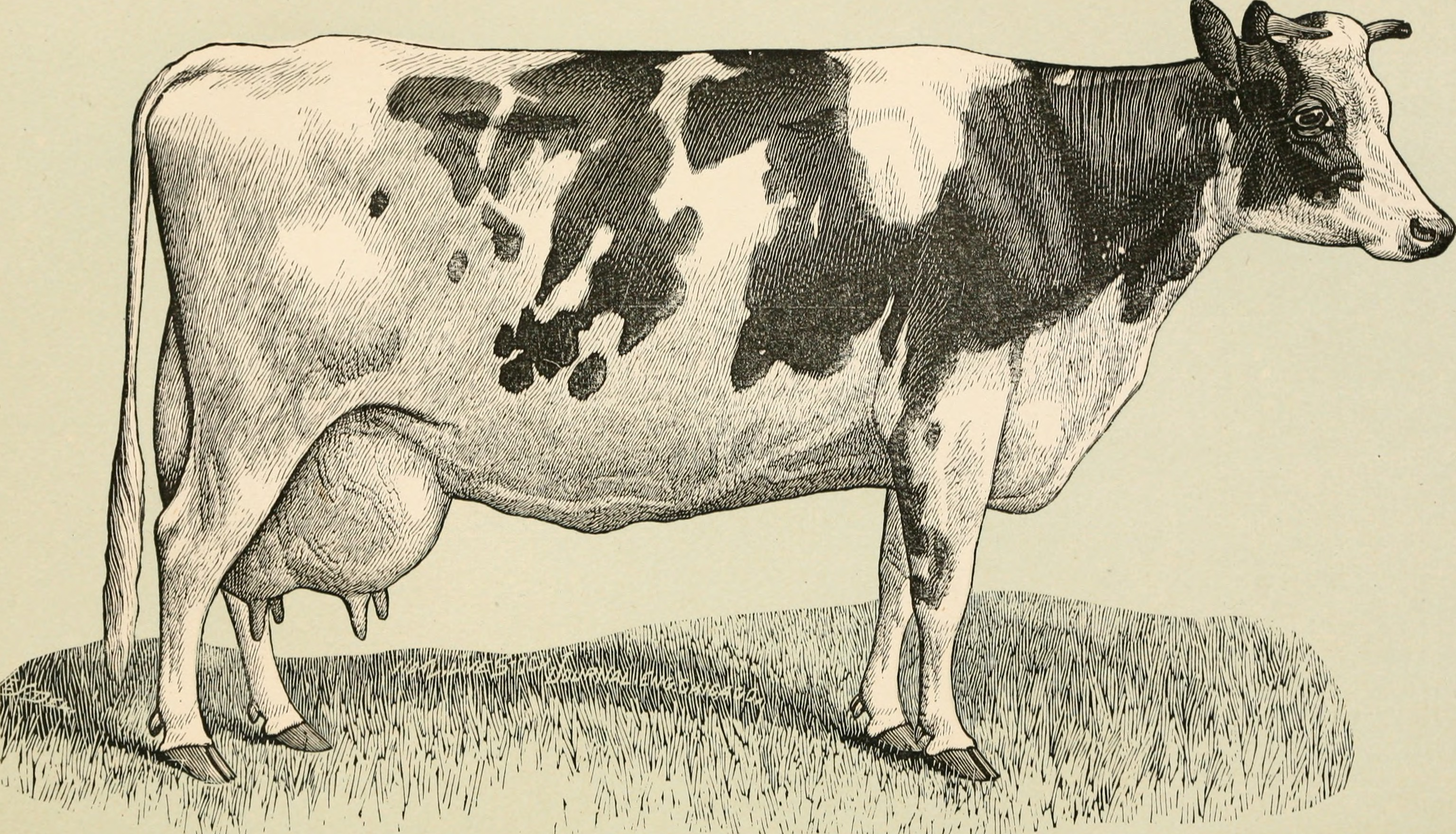
Holstein-Kuh 1895

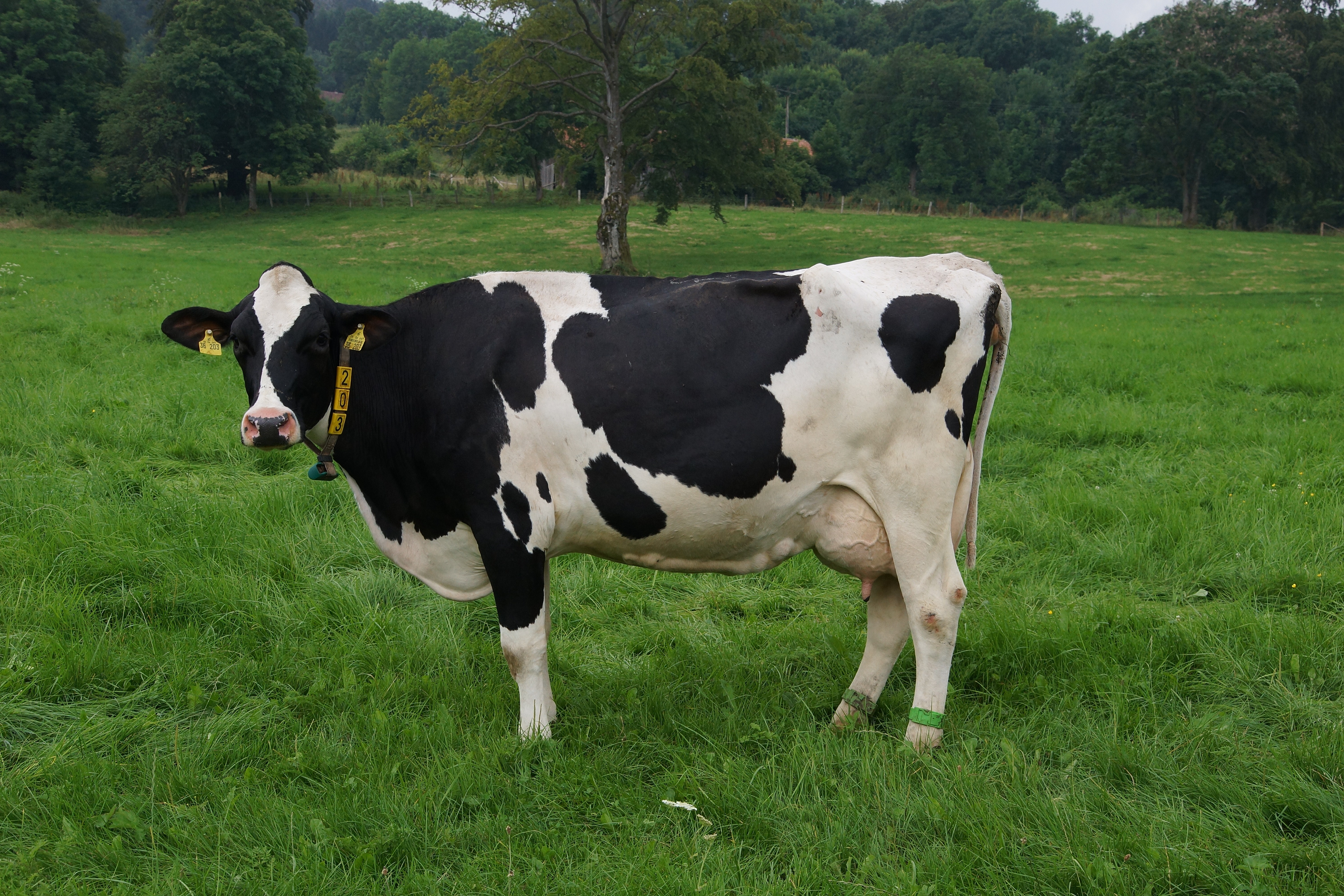
Holstein-Kuh

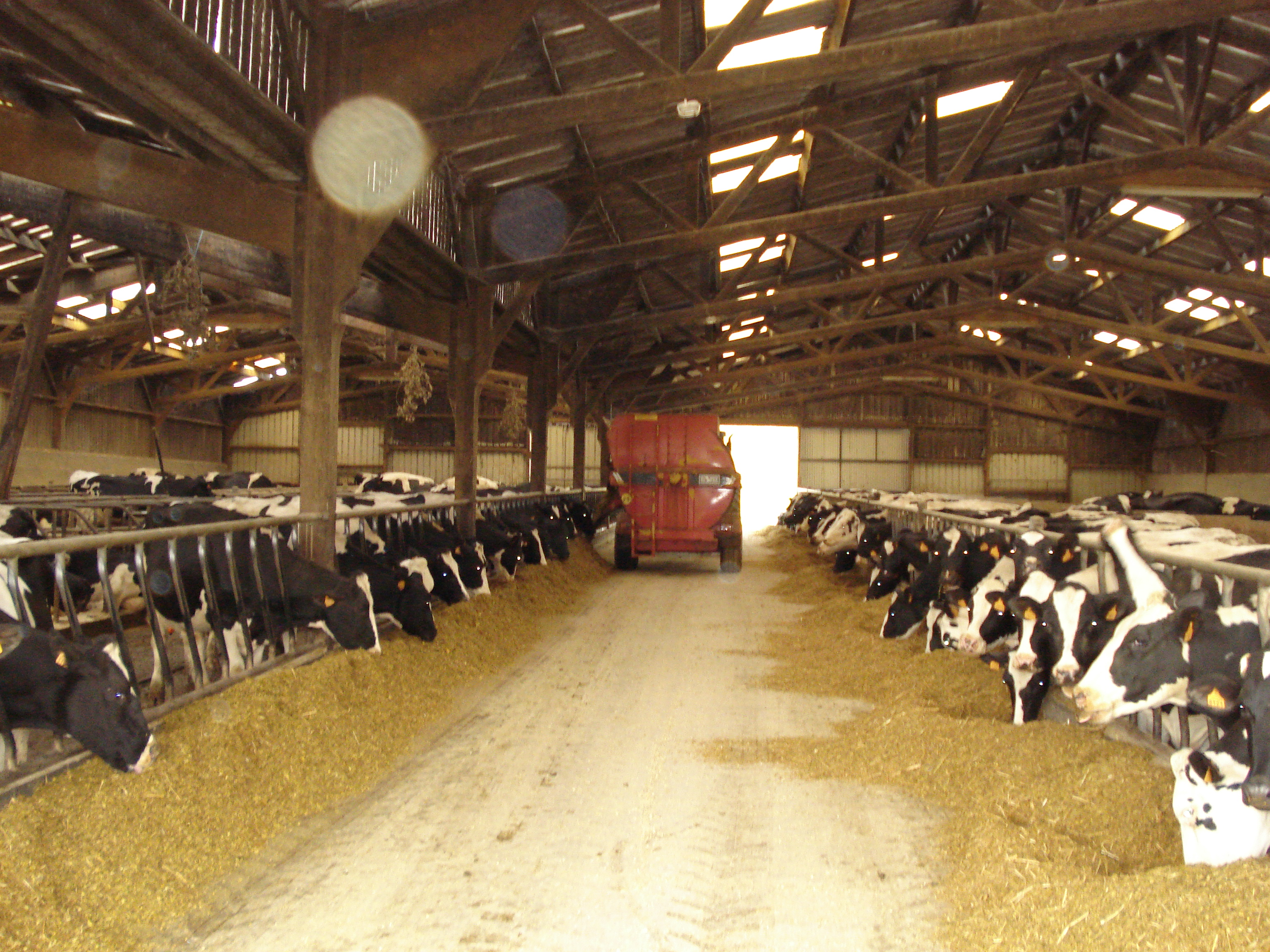
Holstein-Milchkühe

Bei der Rinderrasse Holstein handelt es sich um eine der weltweit bedeutendsten Milchviehrassen. Sie stellt gemeinhin das Synonym für die leistungsstarke Milchkuh dar. In Deutschland ist sie die am häufigsten eingesetzte Rasse in der Milchproduktion. Mit mehr als 1,6 Millionen eingetragenen Zuchttieren besitzt Deutschland gleichzeitig die weltweit größte Zuchtpopulation. Es wird in der Farbrichtung schwarz-weiß (Holstein-Friesian, HF) und rot-weiß (Red Holstein) gezüchtet.

## Geschichte
Die Ursprünge dieser Rasse liegen in Nordamerika, als deutsche Aussiedler im 17. Jahrhundert ihre friesischen und holsteinischen Landschläge mit in die neue Heimat nahmen. In den USA und Kanada wurde aus den importierten Tieren (erster Zuchtverband gegründet 1871) eine Rasse mit sehr hoher Milchleistung, aber geringem Fettgehalt der Milch, gezüchtet.
Erst über den Umweg Kanada und USA gelangte das nun Holstein-Friesian (HF) genannte Rind nach Deutschland, wo das erste Herdbuch 1876 gegründet wurde. Diese neue Zuchtrichtung setzte sich erst in den 1960ern gegen das Schwarzbunte Niederungsrind in der Bundesrepublik Deutschland durch. Zu Beginn der 1980er wurde die Farbrichtung Red Holstein stark in die Population der deutschen Rotbunten eingekreuzt.
In der DDR wurden Holstein-Friesian erst spät eingekreuzt. Um den Gehalt an Fett und Proteinen in der Milch zu erhöhen und die Melkbarkeit signifikant zu verbessern, paarte man ab 1961 versuchsweise und später planmäßig das Schwarzbunte Niederungsrind mit Dänisch Jersey. Auf die Kreuzungstiere kamen ab der 1970er Jahre Holstein-Friesian hinzu, um Rahmen und Milchleistung zu steigern. Mittlerweile sind das Schwarzbunte Milchrind (SMR) und das schwarzbunte Niederungsrind vom Aussterben bedroht. Aus letzterem entstand in Südamerika das Holländisch-Argentinische Rind. Zwecks besserer Vermarktung wurden die beiden Zuchtrichtungen Red Holstein und Holstein-Friesian als Holstein-Rind zusammengefasst.
Heute besitzt das Holstein-Friesian-Rind durch seine hohe Milchleistung weltweit eine starke Verdrängungstendenz gegenüber anderen Rinderrassen. Weiterhin wurden und werden in sehr viele Milchrassen der Erde Holstein-Rinder eingekreuzt. Insbesondere Bullen aus den USA werden weltweit stark eingesetzt.
Eine bekannte Erbkrankheit ist die Complex vertebral malformation (CVM).
Ein übergroßes Holstein-Rind, ein Ochse namens Knickers aus Westaustralien, wurde im November 2018 zum Gegenstand weltweiter Berichterstattung, da es zu groß für Verarbeitung in den lokalen Schlachthöfen war, die seine Annahme dementsprechend ablehnten. Knickers wog zu diesem Zeitpunkt rund 1.400 kg und besaß eine Schulterhöhe von 194 cm.

## Kennzahlen
- Gewicht ca. 600 bis 750 kg
- Widerristhöhe ca. 1,45 m (Tendenz leicht steigend)
- jährliche Milchleistung ca. 8.000 kg/pro Laktation (305 Tage) (10.000 bis 16.000 bei Spitzentieren)
- durchschnittlich 4,0 % Fett und 3,5 % Proteine in der Milch als Zuchtziel
- überdurchschnittlich viele Totgeburten und Abgänge in den ersten drei Tagen nach der Geburt[4].

Die deutsche Viehverkehrsverordnung weist der Rasse Holstein-Schwarzbunt den Rasseschlüssel 01, der Rasse Holstein-Rotbunt den Rasseschlüssel 02 zu. Diese Kennung ist in den Rinderpass einzutragen. Zusätzlich zu den Daten, die nach dem Recht der EU zu erfassen sind, sind diese Rasseschlüssel vom Halter unverzüglich nach der Kennzeichnung, also üblicherweise nach Anbringung der Ohrmarke der zuständigen Behörde oder ihrer beauftragten Stelle anzuzeigen und in sein  Bestandsregister einzutragen.
Beim deutschen Bestand von im Jahre 2018 1,67 Mio. weiblichen Schwarzbunten geht man von einer rassetypischen Widerristhöhe von 145–150 cm und einer Masse von 700 kg und einer Milchleistung von 9000 kg aus, bei einem Bestand im Jahre 2018 von 156.471 weiblichen Rotbunten von gleicher Kreuzbeinhöhe und Masse und von einer Milchleistung von jährlich 8000 kg.

## Sonstiges
- Im April 2021 wurde in Nordmazedonien ein Holstein-Kalb mit zwei Köpfen geboren.[7]